# 安徽师范大学
安徽师范大学，简称安师大，是一所位于中华人民共和国安徽省芜湖市的公立师范类高等院校，行政上由安徽省人民政府舉辦。并由中华人民共和国教育部与安徽省人民政府共建。
安徽师范大学肇始於民国十七年（1928年）安徽省政府在安庆市创建的省立安徽大学，歷經中國抗日戰爭時期的多次改制變遷后，于1946年成立国立安徽大学，1949年10月，中华人民共和国成立后，学校于当年12月迁至芜湖市，并与省立安徽学院合并，成立新的国立安徽大学；院系调整后，安徽师范学院于1954年脱离安徽大学独立办学；经过了皖南大学、安徽工农大学等数个办学阶段，最终于1972年，获中华人民共和国国务院同意更名为安徽师范大学，建制延续至今。
安徽师范大学面向中华人民共和国全國招生，建立了相交多樣的人才培養框架，有资格提供普通高等教育、成人教育、留學生教育以及從業資格培訓；所设学科专业门类齐全广泛、協調發展，涵盖了文学、历史学、哲学、经济学、管理学、法学、教育学、理学、工学、农学、艺术学等多个领域；建立了學士、碩士、博士完整的三级學位授權體系。为一所學科門類齊全的綜合性、研究型的综合性大學，具有副教授自审权和推荐免试研究生资格；安徽师大也为省部共建大学、中华人民共和国“中西部高校基础能力建设工程”项目建设高校，中共安徽省委、省政府优先建设的省属重点综合性大学及安徽省“地方高水平大学”项目建设高校之一。作为师范类高等院校，安徽师大亦有資格招收公費師範生，并已经被中华人民共和国教育部列为“卓越教师培养计划”实施高校。除了在学术研究领域表现良好，位在江南地区的安徽师大风景迤逦、校园环境优美，并因此于2011年获中国网评为“中国十大最美丽的大学”之一。

## 校史沿革

### 创办前
安徽师范大学前身是清朝期间于安徽安慶府建立的敬敷书院，但采行近现代学制的大学之创立则在1928年。光绪二十三年（1897年），敬敷书院移建至菱湖湖畔；光绪二十七年（1901年），清政府采取教育改革措施，下诏改全国书院为学堂，省城大书院改为省大学堂；敬敷书院便于当年与求是学堂合并成立安徽大学堂，揭开了安徽近现代高等教育的序幕:4；光绪三十一年（1905年），清政府决定废科举，兴建新式学校，于是安徽大学堂又更名为安徽省高等学堂，并迁入府学宫敬敷书院旧址。清朝灭亡以后又多次改制，直到民国18年（1928年）省立安徽大學成立。

### 籌備及創辦初期
民国11年（1921年），一批皖籍学者陈独秀、胡适、高一涵、陶行知等，鉴于安徽近代教育落后的现实，极力倡导筹建安徽大学；但由于军阀斗争和北伐战争的影响，筹建工作多次受阻。北伐胜利后，安徽省政府聘请余谊密、刘文典、胡春霖等11人组成安徽大学筹备委员会，并暂时借用安庆圣保罗教会学校的校舍；民国18年（1928年）2月，筹备工作就绪，安徽省政府拨安庆集贤门外菱湖百子桥的安徽法政专门学校及五里庙甲种农业学校的校址为校舍:469，学校也在安庆《民岩报》等报刊上登出招生广告，开始招收预科生:1—2。首批预科学生142人被分入自然科学和社会科学两个班；当年4月10日上午10时，预科正式开学，这一天也被定为省立安徽大学的诞生纪念日。1928年8月，学校成立文法学院，内设中文、教育、政经、法律四系，学制四年，开始招收本科生。刘文典任文法学院院长兼预科主任，主持校务工作:469。
1929年1月，程天放任安徽省教育厅厅长，接收改组安大，并根据安徽省政府订颁的《安徽大学组织大纲》将学校更名为“安徽省立大学”；同年2月，析文法学院为文学院和法学院；同年，王星拱接替程天放担任校长后，决定学校成立自然科学相关系所，以使学校达到国民政府《大学组织法》的标准:50；文学院设中文、外语、哲教三系；法学院设经济、法律、政治三系。同年9月，成立理学院，设数学、化学、物理三系:469。1930年，再改校名为“安徽省立安徽大学”，校理学院亦增设生物系:556。1934年，在安徽省政府的训令下，安徽大学法学院被撤销，其经费将用于成立农学院；1935年，增设农学院，设农艺、农业经济二系:349。
1938年春，由于日军进犯，省立安徽大学大部分教职工为避战火，相继离校，学校陷于停顿。1938年6月，安庆被日军攻占，对此学校拟内迁复校，但因内迁学校过多加之经费欠缺，教育部决定安徽大学停办。1939年，代理校长汪洪法向安徽省政府办理了移交手续，具有10年办学历史的省立安徽大学就此宣告停办:529。尽管内部斗争激烈、矛盾重重，但从1928年至1937年，省立安徽大学共培养了六届本科毕业生，计556人，另有不少预科毕业生和肄业生。当时较知名的学者姚永朴、刘文典、王星拱、程演生、陶因、陈望道、丁绪贤、郁达夫、周予同、吕思勉、章益、周建人等都曾在此执教，故省立安徽大学时有“于京沪一带，仅次于上海同济大学”之誉。由于在安徽省创校最早，日后继承省立安徽大学衣钵的安徽师范大学也因此有了安徽省高等教育的“母体”和基础教育的“母机”之美称。

### 安徽学院时期
省立安徽大学停办期间，因日本军事入侵而迁至立煌县（现金寨县）的安徽省政府为解决安徽未沦陷地区高中毕业生求学问题，于1940年春动议筹办安徽建设学院。1941年2月，改设安徽临时政治学院，划定古碑冲黄家集（今金寨县古碑镇）为院址。1941年8月，安徽临时政治学院正式成立:571。同年10月招生，内设文史、政经、法律、教育四系，学制一年:556；1942年9月改名为省立安徽师范专科学校，内设国文、英文、数学、教育、史地五科，学制三年。1943年9月正式定名为省立安徽学院，聘朱佛定为院长，本科学制四年，下设中文、史地、政治、教育4系；专科学制二年，设银行、艺术、师范3科。后增设英文、数学2系；教育系则并人师范专修科:471。1944年1月，安徽学院在皖南休宁万安镇创设安徽学院皖南分院。
1945年日本战败投降后，省立安徽学院随省府迁至合肥郊区临河集办学，有500余名学生经转学考试入国立安徽大学，成为国立安大复校后的新生。而安徽学院则因校舍破旧，交通不便，于1946年10月迁至芜湖赭山建校，皖南分院也同时迁至芜湖，与省立安徽学院合并:514。1949年4月，中国人民解放军占领芜湖，芜湖军管会接管省立安徽学院。1949年12月4日，省立安徽学院与国立安徽大学合并为新的安徽大学。至此，安徽学院办学事业遂告结束:747。安徽学院是抗日战争时期安徽省唯一的一所高等学校，历时九年，三易校名，三迁校址，共培养学生七届964名毕业生。

### 国立安徽大学时期

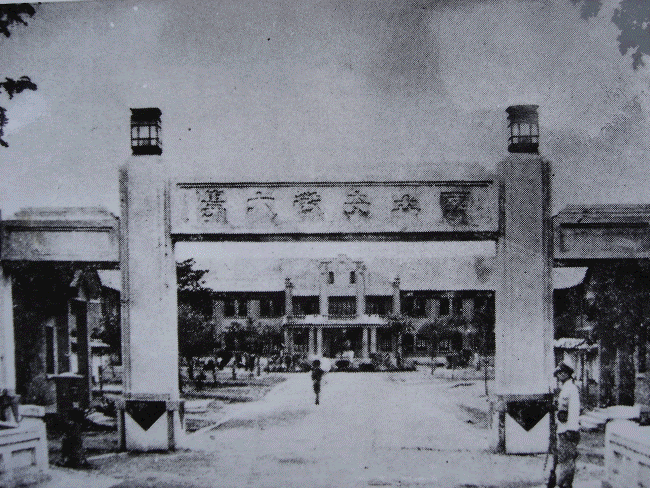
1946-1949年国立安徽大学校门（安庆）

抗日战争胜利后，1946年1月，国民政府教育部决定恢复安徽大学，并改“省立”为“国立”，是为国立安徽大学，校址仍在安庆:514，决定由朱光潜等12人组成筹委会，朱光潜任主任委员，陶因为秘书。后朱光潜一再恳辞，乃改命陶因为筹委会主任:63。国立安徽大学由教育部直辖，学制四年，实行学年学分制。学校设文、法、理、农四院，共13个系。文学院设中国文学系、外国语文系、历史系、哲学教育系；法学院设法律系、政治系、经济系；理学院设数学系、物理系、化学系；农学院设农艺系、森林系、园艺系等:5。国立安徽大学在安庆的3年中，共毕业学生729人:470。1949年4月，中国人民解放军占领安庆，南京市军管会接管国立安徽大学。1949年7月中旬，长江洪水泛滥，校园全部被淹。1949年12月，中共中央华东局文教部决定国立安徽大学迁至芜湖，与省立安徽学院合并，成立新的安徽大学:747。

### 安徽大学时期

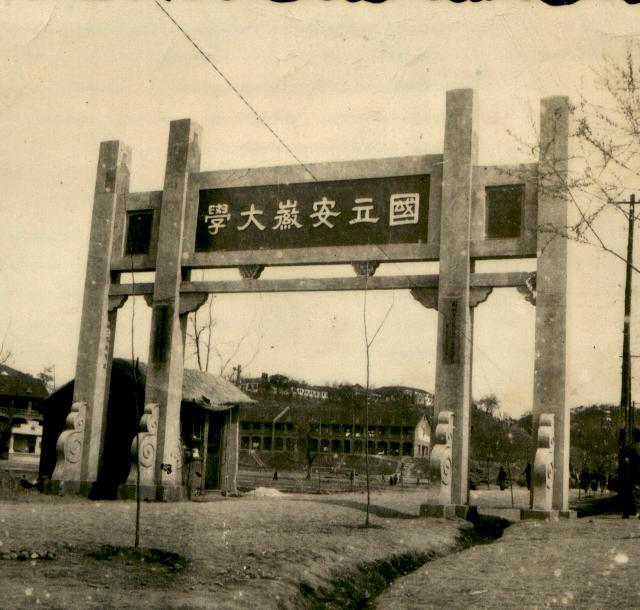
1950-1951年国立安徽大学校门（芜湖）

中华人民共和国成立后的1949年12月4日，国立安徽大学自建制地安庆迁至芜湖，与省立安徽学院合并，组成新的安徽大学:747合并之初学校仍然沿用“国立安徽大学”的校名、门牌和印章，直到1950年底，学校大门门头字牌由“国立安徽大学”改为安徽大学。共有文、法、理、农四个学院，内设12个本科专业，即文艺（内分中文、外语、艺术三组）、史地、教育、法律、经济、数学、物理、化学、农艺、园艺、森林、土木工程12个系:514，另办有中文、历史、地理、数学、物理、化学、生物、艺术、森林专修科及师资速成班。1952年5月，中共安徽大学党委成立，项南任校党委书记，许杰任校长:90。
1949年12月，第一次全国教育工作会议在北京举行。会后，中央人民政府仿效苏联对高等院校进行院系调整。1950年7月，安徽大学土木工程系及艺术系并入南京大学。1952年底，复旦大学茶叶专修科，南京大学及金陵大学蚕桑专修科:90，以及由原皖北文艺干校、巢县黄麓师专和皖南师范学校合并而成的安徽师范专科学校等系所、学校相继并入安徽大学:151。同时，经济系的学生及部分教师调往复旦大学；园艺系二三年级学生调往浙江大学农学院；法律系部分师生调往华东政法学院，法学院及所属系科不复存在。1953年，江苏师范学院化学系三年级学生调入安徽大学，安徽大学数学系、物理系、教育系、历史系三年级学生调往华东师范大学。调整后，安徽大学的文、理、农三院整合设置为“师范学院”和“农学院”二院:800。
1954年2月10日，中央人民政府政务院及华东行政委员会决定取消安徽大学校名，其下属的师范学院和农学院分别独立建院，当年8月，安徽师范学院与安徽农学院正式分设:433。

### 1954年-1972年

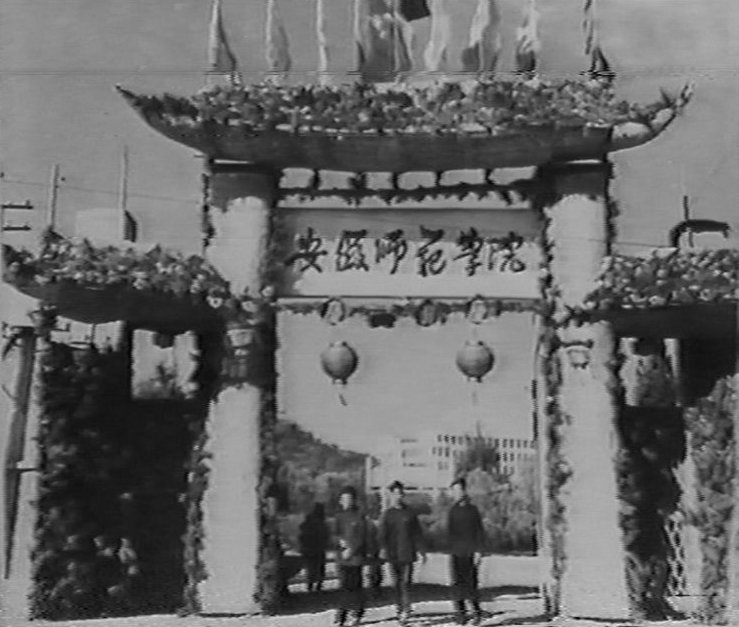
安徽师范学院校门（1954-1960年）

1954年2月，中央人民政府政务院等决定，安徽大学师范学院、农学院分别独立建院；同年9月，农学院迁往合肥新落成的校区独立办学，建立安徽农学院；校本部易名挂牌为安徽师范学院，方向明任院长:433。安徽师范学院独立建院后，设有中文、历史、数学、物理、化学五系及中文、历史、数学、物理、化学、生物、地理、艺术八个专修科:420。1956年，安徽师范学院设立了函授部，创办夜大学，并在全省范围内招收学生，成为安徽省第一所创办成人高等教育的普通高校:778。1956年，学校增设俄语科；1957年又相继增设了地理系和体育科。
1958年，基于进一步加强省会合肥的高等教育之考量，中共安徽省委决定安徽师范学院文、理系科分别建院:801。当年7月，该校中文、历史两系学生和大部分教师及外语科的全部师生迁往合肥，与合肥师专合并，并入合肥师范学院；物理系全部学生和部分教师迁往合肥并入刚筹建的合肥大学:515:91。之后安徽师范学院又重新建立了中文、历史、物理三系，但在1959年7月，安徽师范学院中文、历史、地理三系师生又迁往合肥，并入合肥师范学院；而合肥师范学院数学、生物、物理三系师生全部迁往芜湖并入安徽师范学院。至此，安徽师范学院成为理科师范类高校，合肥师范学院则成为文科师范类高校。调整后的安徽师范学院设有数学、物理、化学、生物四系和艺术、体育两个专修科:352。

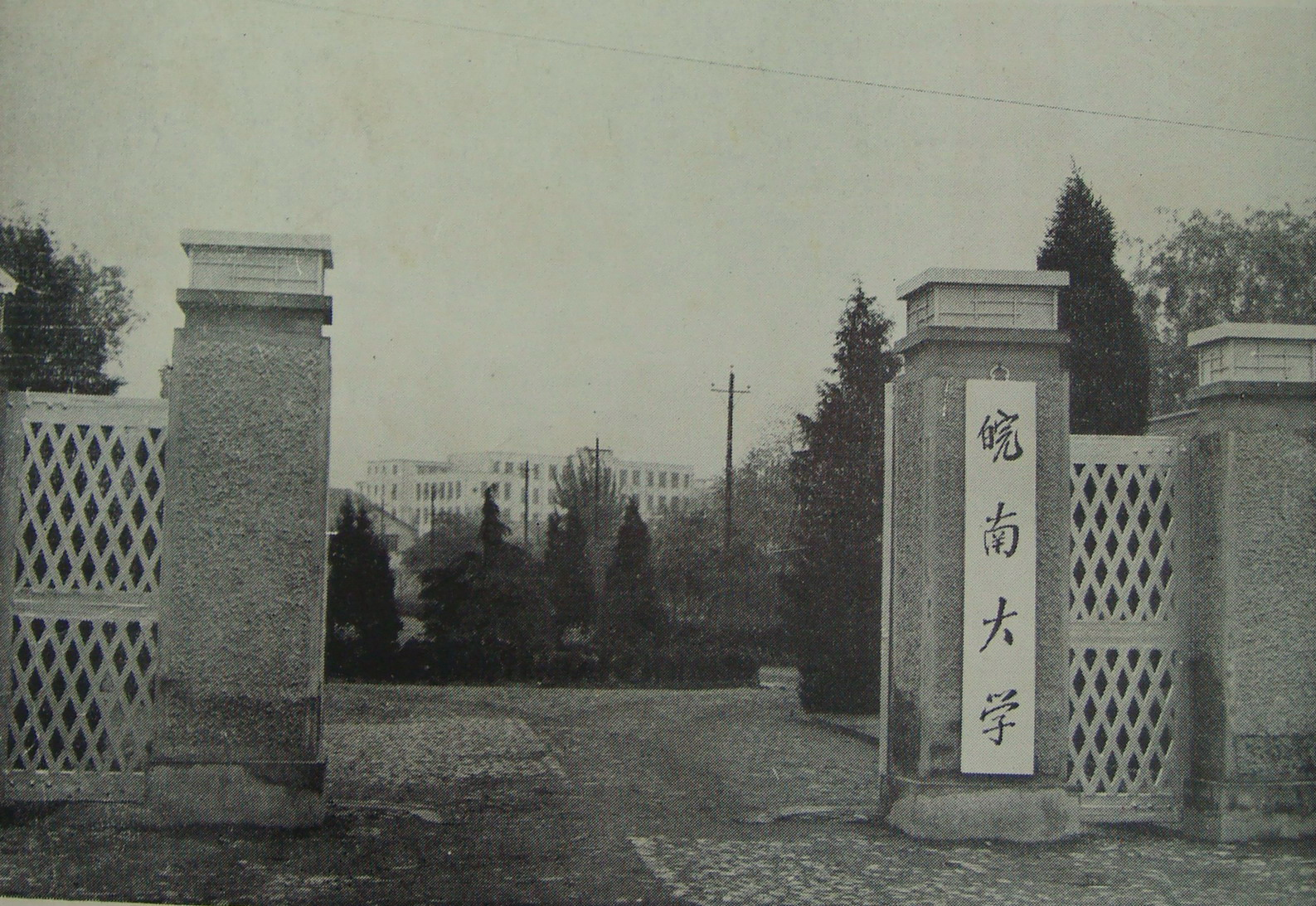
皖南大学入口

1958年9月，中国共产党主席毛泽东视察合肥，时任中共安徽省委第一书记曾希圣请毛泽东题写“合肥大学”校名，但毛泽东认为合肥是没有名气的小城市，校名还是“安徽大学”好，于是毛泽东为新建的学校题名为“安徽大学”，建制延续至今。这样，安徽师范学院就不能再使用“安徽大学”的校名，于是决定将学校更名为“皖南大学”。而中共中央副主席、全国人大常委会委员长刘少奇1958年10月视察芜湖期间，也亲笔题写了新校名“皖南大学”:515，该校名于1960年正式启用:90。此时，受到中共中央发起的大跃进政策影响，1960年9月，皖南大学艺术科与安徽艺术学校合并成立安徽艺术学院，而学校体育科则与安徽体校合并成立安徽体育学院。但在1962年，中共安徽省委、省人民委员会调整省内高校数量，上述两个成立不久的高校又分别并入合肥师范学院和皖南大学:292。
1966年至1976年文化大革命期間，皖南大学的教师遭到批斗、正常教學秩序遭到嚴重破壞，该校校內曾成立過多個紅衛兵組織，發生過多起武鬥事件:420；受此影响，皖南大学也被红卫兵擅自更改为安徽工农大学，并于1968年9月11日得到了安徽省革命委员会的批准；1968年8月，毛泽东思想宣传队进驻安徽工农大学，并在校内举办毛泽东思想学习班；同年12月，该校师生员工在工宣队、军宣队的带领下到泾县黄田公社（今泾县榔桥镇）接受鬥、批、改及贫下中农的再教育:515。1970年初，安徽省革命委员会决定调整本省大专院校，其中合肥师范学院被撤销，并入安徽工农大学，而合肥师范学院校园无偿让给当年迁入合肥的中国科技大学。
文革开始后，高等学校均停止招生，但在1968年，毛泽东表示应该复办理工科大学，并缩短学制，强调教育需要与革命相结合，实施无产阶级政治挂帅；其后北京大学、清华大学向中共中央提出《关于招生（试点）的请示报告》，1970年6月27日，中共中央决定恢复高等学校招生，但废除考试制度，转而实行群众推荐、领导批准和学校复审相结合的新招生制度。安徽工农大学也于1970年开始了招生试点工作，在安徽省内招收了不少工农兵学员；但工农兵学员上大学的主要任务并非学习，而是“上大学、管大学、用毛泽东思想改造大学”，一定程度上影响了大学的教学效果，导致人才素质不高。
另一方面，组建安徽工农大学的合肥师范学院及皖南大学皆为师范类高等院校，1969年，安徽省革命委员会指出，两校合并后，仍为师范类大学；但并校后的校名“安徽工农大学”并不能反映学校的师范性质，于是该校革命委员会于1971年2月18日向省革委会申请将校名由“安徽工农大学”改为“安徽师范大学”。1972年12月15日，省革委会批准更名。

### 安徽师范大学

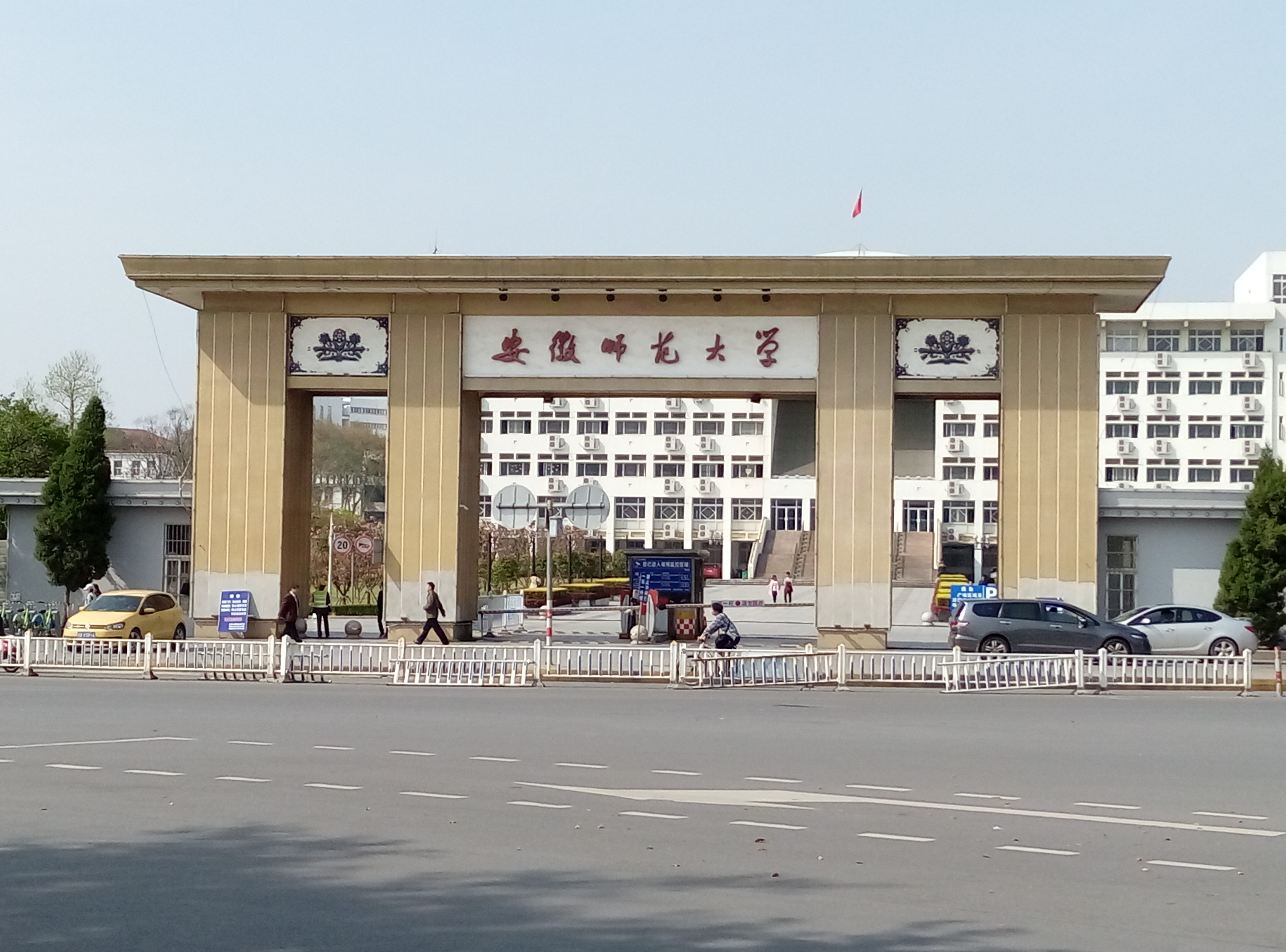
安徽师范大学校门

1972年12月25日，安徽省革命委员会批准安徽工农大学改名为安徽师范大学；学者郭沫若也为安徽师范大学题写了校名:350。1974年，安徽省革委会批准安徽师大在阜阳:353、淮北等地开设分校，以招收更多的工农兵学员。
文化大革命结束后的1977年11月21日，基于为安徽省培养急需人才的需求，中共安徽省委、省革委会决定安徽师范大学在全省各地市设立教学点:944:352；因此，学校相继在安庆、巢湖、滁州、宿州、淮南、六安、马鞍山市:461等地市设立了教学点，并由学校本部选派教师授课:524。随着办学条件的改善，安徽师大位在阜阳、淮北、安庆等地的分校或教学点相继独立并升格为本科大学，为安徽省高等师范教育作出了贡献。后来，安徽师范大学又与安徽大学、安徽医学院、安徽农学院四所高等院校被安徽省人民政府确定为省属重点院校:151。
1980年起，该校与全国重点大学一起列入招生第一批次录取:164。1981年，安徽师大与同省合肥工业大学、淮南矿业学院等大学一道成为中华人民共和国首批硕士学位授予单位:948。1985年，《安徽师范大学学报》（自然科学版）公开发行；1987年12月，国家教委批准学校有资格招收外国留学生:559。2000年，安徽师大被教育部确定为“国家级中小学骨干教师培训基地”，2002年更获国务院学位委员会批准增列为博士学位授予单位。2003年5月，安徽师范大学新校区开工建设。2004年，学校获准举办独立学院安徽师范大学皖江学院。
2005年2月21日，中华人民共和国教育部批准芜湖师范专科学校并入安徽师范大学，成为安徽师大的专科部。2010年6月28日，中华人民共和国国家新闻出版总署批准安徽师范大学出版社成立揭牌，成为安徽皖南地区首家出版社。2013年5月，安徽师大入选国家“中西部高校基础能力建设工程”项目，并于当年12月9日跨入省部共建高校行列，成为中华人民共和国教育部与安徽省人民政府共建的高校。
安徽师范大学历史示意图

## 文化傳統

### 校训
安徽师范大学校训是“厚德、重教、博学、笃行”。其中“厚德”出典于《周易·坤》“地势坤，君子以厚德载物”。意在彰显学校厚重质朴、至善致远的优良品质；“重教”二字则体现了弘扬尊师重教的优良传统；“博学笃行”出自《礼记·中庸》“博学之，审问之，慎思之，明辨之，笃行之”，意在弘扬广博地学习涉猎、切实诚恳践行知识之精神

### 校徽
安徽师范大学的校徽为圆形图案，校徽上部为学者郭沫若题写的中文校名:350；下部“ANHUI NORMAL UNIVERSITY”则为英文校名；中间图案为教师授课的抽象化形象，表达了学校教书育人、为人师表之寓意；其中的实心圆代表太阳，实心圆下面则由该校缩写“安师大”的汉语拼音的首字母A、S、D及代表建校时间的数字“1928”组成，校徽底色蓝色象征蓝天或黑板，故校徽也含有“教师是太阳底下最光辉的职业”之寓意。安徽师范大学现行的校旗中也包含有校徽图案。

### 校歌
学校校歌为《安徽师范大学校歌》，沿用了省立安徽大学在1933年第九次校务会议上通过的校歌；该歌曲由时任省立安徽大学校长程演生作词、国立音乐学院院长萧友梅作曲。校歌样式为四部合唱曲。
|                    | 潜岳苍苍，江淮汤汤。夏商肇启，雍容汉唐。 文化丕成，民族是昌。莘莘多士，跻兹上庠。 潜岳苍苍，江淮汤汤。缅怀先哲，管仲蒙庄。 高文显学，宋清孔彰。莘莘多士，跻兹上庠。 |
| ——安徽师范大学校歌 | |

### 校庆
学校校庆日为每年的4月10日。因其前身省立安徽大学完成筹备后于1928年4月10日举行了开学典礼；这一天也因此被安徽师范大学及相承一脉的安徽农业大学视为学校的诞生日。

### 学生社团
1929年2月，程天放接替刘文典成为省立安徽大学校长，开始重视培养该校学生集会结社的习惯及服务社会的精神，以弘扬学生自治的理念；以后出任该校校长的王星拱、程演生、傅铜等人也接受了这一理念，因此学术、文体型社团皆受到了学校管理层的支持；学校在校生也通过这些社团发挥了自身爱好、丰富了校园生活；亦营造了校园内融洽的氛围。其后历经波折。截至2023年，安徽师范大学学生社团已经超过70个，分理论学习型、社会科学型、学术科技型、文学艺术型、体育健身型、公益服务型6大类；各社团也时常通过包括社团文化节在内的定期活动提升自己在学生中的知名度。它们均由中国共青团安徽师范大学委员会直接主管，而校学生社团联合会负责联络协调这些社团。

## 行政管理

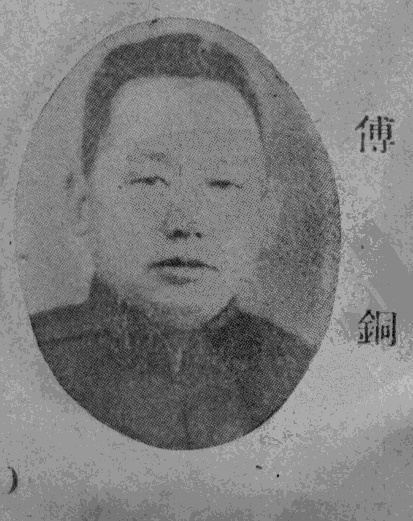
教育家傅铜于1934年至1935年担任省立安徽大学校长

1928年成立之初，省立安徽大学创立之初，由文法学院院长刘文典出任校长，同年，刘文典因事去职，校长由王星拱接替，以后，程演生、傅銅等学者又相继出任校长。1946年1月，成立国立安徽大学，陶因出任大学筹委会主任，同年9月，陶因转任校长；1949年4月23日，中国人民解放军占领安庆，国立安徽大学师生共推外语系主任郑启愚为护校委员会主任，负责保护学校。直到中共安庆地委临时接收学校。1949年6月，南京市軍管會派出军事代表接管大学。
中华人民共和国成立后，中共安徽大学党委于1952年成立:90，文化大革命期间，学校事物实质上由校革命委员会主管，直到文革结束后才恢复原有行政管理机制。现任大学校长为中科院院士李亚栋，2022年获中共安徽省委、安徽省人民政府聘任，他是安徽师大建校以来的第40任校长，接替了2021年出任中共芜湖市委副书记的張慶亮。现任党委书记是蒋家平，2024年12月3日就任，接替了赴京任职的张立驰，此前曾担任蚌埠医科大学党委书记。
在行政管理上，安徽师范大学实施中共党委领导下的校长负责制，故校内事务由中国共产党安徽师范大学委员会统一领导，校长则主持学校行政工作，由安徽省人民政府任命，也是安徽师大的法定代表人。

## 现状

### 师生概况
在创校之初，省立安徽大学仅有学生100余人，教师数十人:469；歷經多年發展，师生数逐年增加，至2021年，安徽师大共有教职工2,380余人，其中不乏入选“四个一批”、国家高层次人才特殊支持计划、国家杰出青年科学基金等人才计划的教师，而拥有教授、副教授及其他高级职称者更达到970余人。该校人才培養框架完备，有資格提供普通高等教育、成人教育、留學生教育以及從業資格培訓，并拥有各类在籍学生46,100余人，其中也涵盖了本科生、硕博研究生、留学生及成人教育生。作为安徽省内创校最早、规模最大的师范类院校，安徽师大也有資格招收公費師範生，为该省培养合格的中小学及幼儿园教师。

### 院系設置

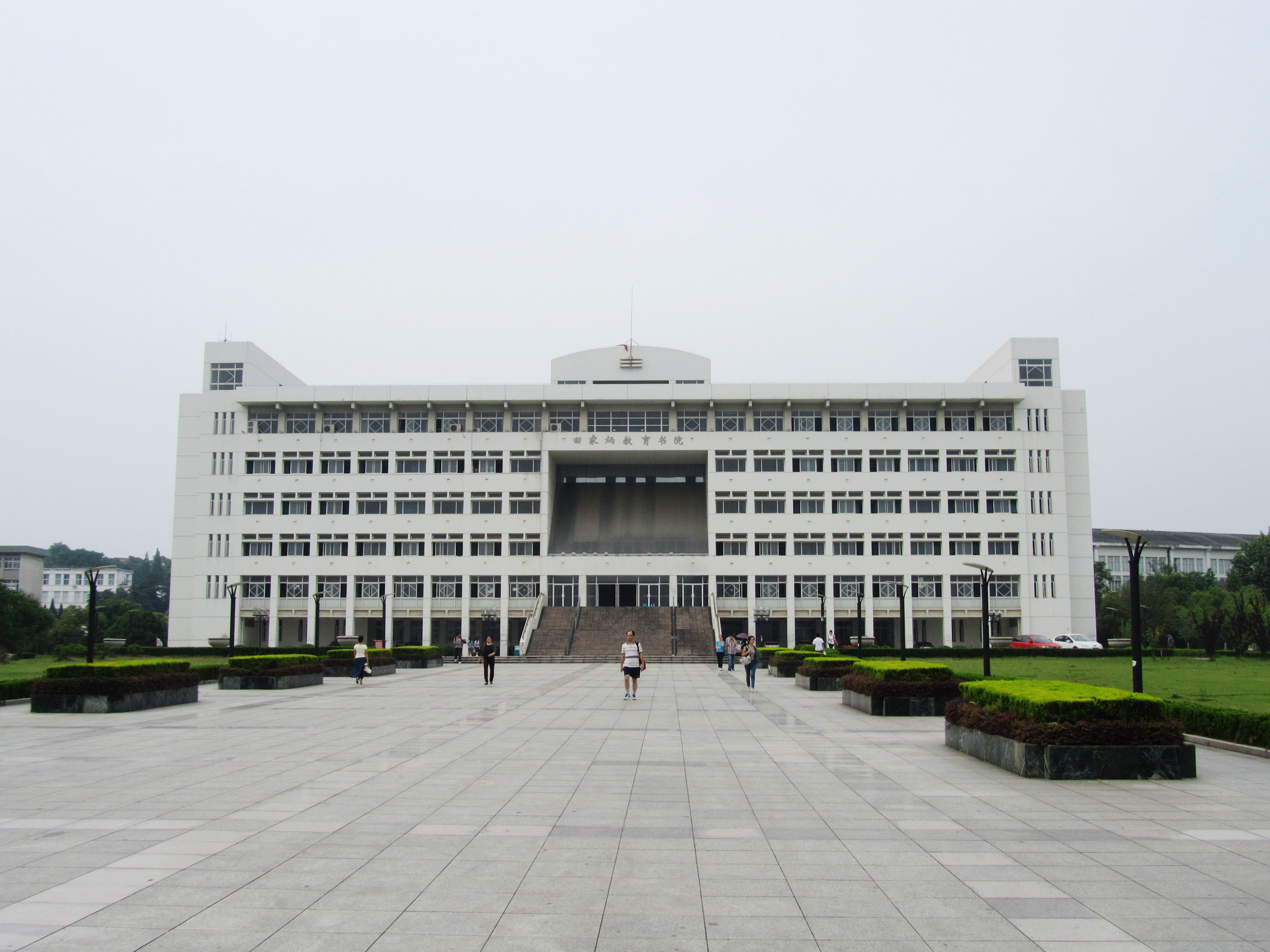
安徽师范大学田家炳教育书院

1928年8月，省立安徽大学文法學院成立，內設中文、教育、政經、法律四系，學制四年，成为学校建校后率先创办的一个系所:469。後歷經院系調整和學科發展，目前安徽师范大學實行校、院兩級管理體制。2021年，安徽师大共开设88个本科专业，已囊括文学、历史学、哲学、经济学、管理学、法学、教育学、理学、工学、农学、艺术学等多个门类的学科专业；师范类及非师范类专业也都有长足的发展；其中，学前教育、小学教育、物理学、數學與應用數學、思想政治教育及历史学等师范类专业实力较强，并已經通過中華人民共和國教育部師範類專業二級認證；这些专业分布在18个二级学院内。其中設置於赭山校區的專業學院有：音樂學院、教育科學學院、生命科學學院等三個學院。设置于花津校区的专业学院有：马克思主义学院、美术学院、外国语学院、体育学院、新闻与传播学院、数学与统计学院、计算机与信息学院、物理与电子信息学院、化学与材料科学学院、地理与旅游学院、环境科学与工程学院等；設置於天门山校区的專業學院有：文学院、法学院、经济管理学院、历史学院等。
除了本科专业外，安徽师范大学也拥有硕士、博士二级學位授權體系，至2021年，该校已有博士学位授权一级学科8个、博士学位授权二级学科1个、硕士学位授权一级学科30个及硕士专业学位授权点14个。

### 科研平台
除專業學院外，安徽师范大學還依託地理位置、人文資源優勢設置了多所研究機構，如中国诗学研究中心、功能分子固体教育部重点实验室、伏尔加—第聂伯两江流域研究中心、皖江城市带退化生态系统的恢复与重建协同创新中心、分子基材料省重点实验室、安徽文化发展研究院、马克思主义研究中心、皖南历史文化研究中心、旅游发展与规划研究中心、安徽创意产业发展研究中心、教育改革与发展研究中心、重要生物资源保护与利用研究安徽省重点实验室、江淮流域地表过程与区域响应安徽省重点实验室、光电材料与技术安徽省重点实验室、网络与信息安全安徽省重点实验室、分子酶学与重大疾病机理研究安徽省重点实验室、安徽省水土污染治理与修复工程实验室、安徽省智能机器人信息融合与控制工程实验室、安徽省新能源汽车电池储能材料工程实验室、安徽省医疗大数据智能系统工程实验室、安徽省高碳产业碳中和工程实验室及安徽省中药日化产品工程技术研究中心等。

### 出版刊物
自《安徽师范学院学报》（今《安徽师范大学学报（人文社会科学版）》）于1957年创刊以来，因学术实力的增强及现实发展的需要，安徽师大編輯出版的學術期刊數量增加，学校已经拥有《安徽师范大学学报（人文社会科学版）》、《安徽师范大学学报（自然科学版）》、《高校辅导员学刊》、《学语文》等数种学术期刊；同时，安徽师范大学拥有一所大学出版社安徽师范大学出版社及編輯出版的《安徽师范大学報》。

### 典藏资源

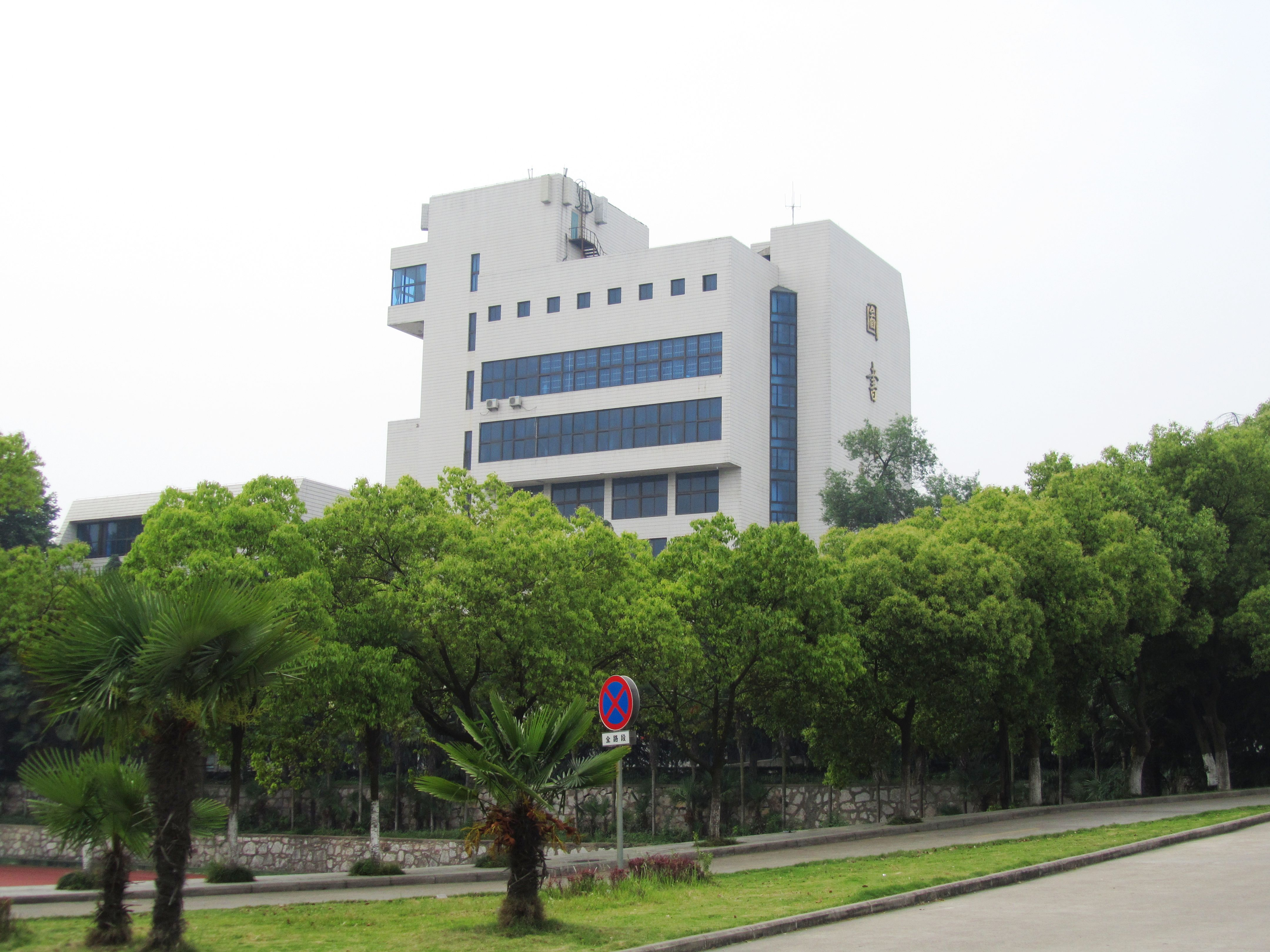
安徽师范大学赭山校区内的图书馆馆舍

安徽师范大学图书馆为全国古籍重点保护单位，现有纸质图书297.43万册，其中古籍22万册，包括善本古籍共751种，13,044册。地方志是其特色藏品。《洪武正韵》更为国内唯一全本，元刻明递修《通志》、明朝嘉靖刻本《李太白集》、《杜工部集》等均为海内珍本。并拥有古籍阅览室、专用古籍书库，内有专职人员负责修复、管理古籍。学校拥有国内外主要网络资源及数据库，馆藏资源基本实现了数位化。图书馆内还设有安徽师范大学博物馆及设于敬文图书馆六楼的校史馆，陈列了一些安徽籍名书画家的作品及与书画相关的古代器物。

### 排名聲譽
安徽师范大学已经有6个学科入选“安徽省高峰学科”，该校的化学、材料科学和工程科学3个学科实力强劲，进入了ESI大學排名全球前1%。
在大学排名上，安徽师范大学位列2022年美國新聞與世界報導大學排名第1,561名（中國大陸第207名），2023年，学校在软科的排名為中國大陸132名（未参加世界大学学术排名）。而在2022年的校友会中國师范類大學的排名為第17名（綜合實力居中國大陸第120名、安徽省第4名），獲評為四星級的中國高水平大學。安徽师大也正在积极推进该校的化学、马克思主义理论两个优势学科群进入中华人民共和国国家“双一流”学科建设行列，并致力于自身步入中國师范類大學排名前五名。

## 校园环境
安徽师范大学主体在安徽省芜湖市，现有赭山校区、花津校区、天门山校区三大校区；校园占地总面积约202.43万平方米，其中建筑面积约107.37万平方米。

### 赭山校区
赭山校区又称中校区、老校区，位于芜湖市镜湖区北京东路1号。该校区从1946年10月省立安徽学院迁至芜湖赭山建校、1949年10月国立安徽大学迁至芜湖起就一直沿用至今:514。校区依赭山而建，故取名为“赭山校区”，又因歷史悠久一般也被称为安徽师范大学老校区。该校区地处芜湖市中心地段，毗邻赭山公园、镜湖风景区、中山路步行街；景色秀丽，环境优美。联外交通便利，邻近芜湖轨道交通第一个换乘站鸠兹广场站，可经由1号线、2号线往来于芜湖市区及芜湖站等交通枢纽。该校区现由音乐学院、教育科学学院，法学院三个学院和国际教育学院等系所使用。

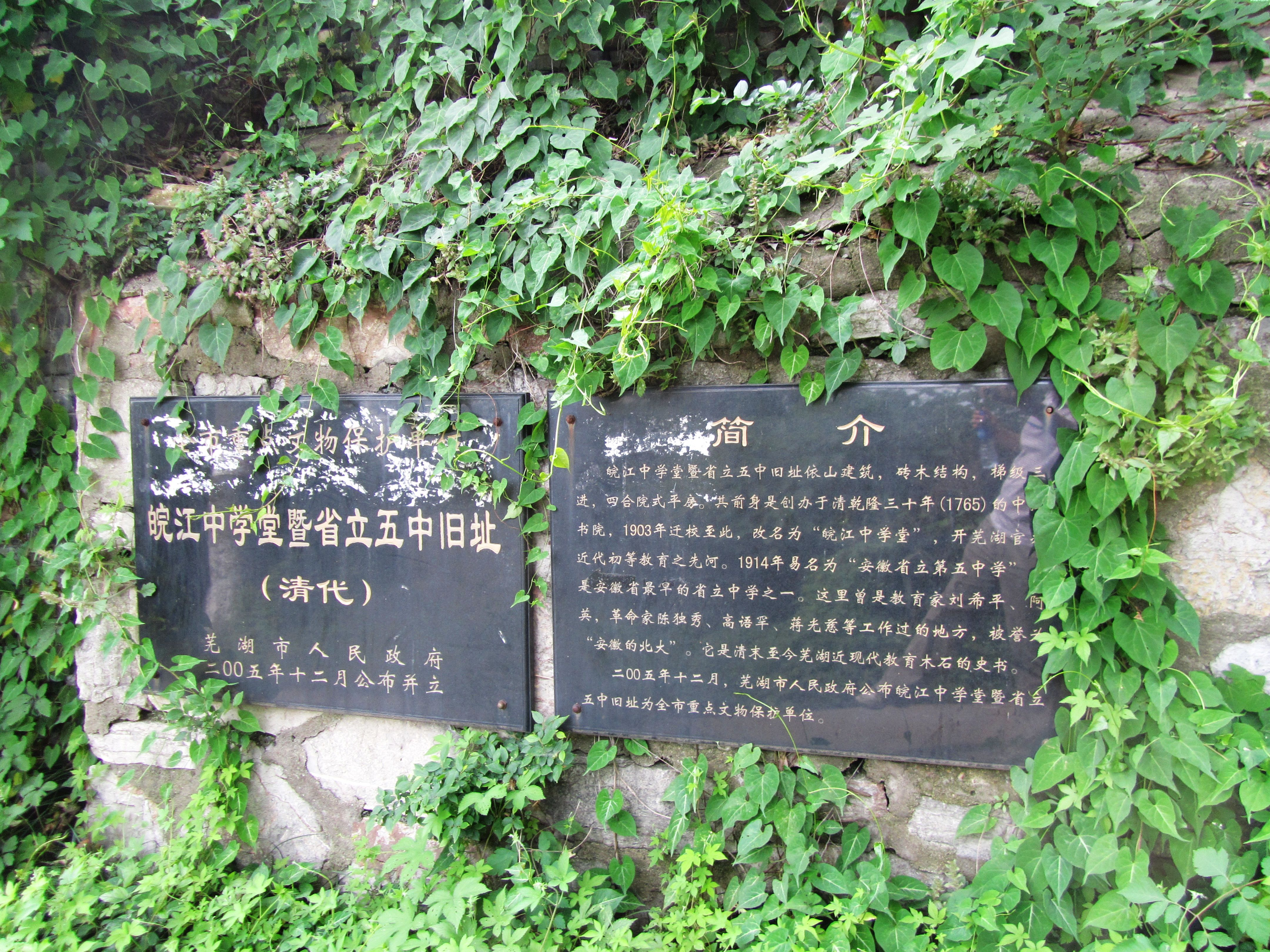
芜湖皖江中学堂暨省立五中旧址

赭山校区内有2001年由香港实业家、慈善家田家炳先生捐资500万元所兴建的田家炳教育书院。2001年10月11日落成时，田家炳本人也前赴参加庆典仪式。该教学楼位于赭山校区东大门正入口处，北靠赭山，南临镜湖，被视为赭山校区标志性建筑。校内还有建成于光绪二十九年（1903）的皖江中学堂，保存至今，已于2005年12月成为芜湖市重点文物保护单位。

### 花津校区
花津校区成立于2003年，又称南校区、新校区，现因作為安徽师范大学的法定註冊地，一般也被稱為安徽师范大学本部。位于芜湖市弋江区九华南路189号。距赭山校区约6公里，公共交通换乘便利，邻近芜湖轨道交通1号线文津东路站。花津河贯穿该校区南北中心生态带，近年经过水域治理和生态修复，河流生态系统已经得到了一定改善；河畔有文思亭、明德亭等风物。校区內亦有學生宿舍、運動場、食堂、敬文图书馆、实习实训中心等設施，可以滿足教師及學生的校園生活需求；其中，以香港朱敬文教育基金會的创办人朱敬文命名的敬文图书馆还曾获得网易教育评为“全国最美的50座大学图书馆”。

### 天门山校区
天门山校区位于芜湖市九华北路171号，原为安徽师范大学皖江学院办学地址。2021年6月，中华人民共和国教育部拟同意安徽师范大学皖江学院转设为独立设置的民办高校芜湖学院，故学院也进入转设过渡期并搬迁至文津过渡校区（原安徽信息工程学院文津校区）办学；皖江学院的原校址经升级改造后，成为安徽师范大学天门山校区，并于2022年9月正式启用。

### 籌建中校區
2021年以来，安徽师范大学也开始于安徽省会合肥筹备成立合肥校区，校址在该市肥西师范学校内，学校计划在该校区成立一个高等研究院及学前与特殊教育学院、未来设计学院、空天信息学院、人工智能学院四个二级学院。

## 知名校友

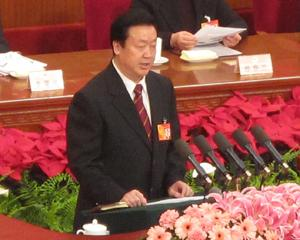
全国人大常委会副委员长王胜俊

根据《安徽师范大学校友会章程》第14条，安徽师范大学校友是指曾在省立安徽大学、国立安徽大学、安徽学院、合肥师范学院、皖南大学、安徽师范大学安庆、淮北、六安、阜阳等教学点及芜湖师范专科学校等學習、工作、進修以及被聘為學校名譽博士、名譽教授、客座教授、兼職教授等人士。
自建校以来，安徽师范大学及其分校、教学点等为中华人民共和国培养的各领域专业人才超过30万人，为安徽省高校之最。中國大陸政界中的知名校友有全国政协副主席刘奇葆、全国人大常委会副委员长王胜俊、新华通讯社原社长李从军、安徽省政协原主席杨多良、国务院常务副秘书长丁学东、河北省人民政府副省長胡启生等人。
安徽师范大学校友中從事自然科學研究的學者有两院院士王文兴、王如松、李亚栋、韩斌、汪卫华，欧洲科学院院士曹进德等人；從事社会科學研究的學者有安徽大学历史系教授李修松、广西民族大学中文系教授卞成林、上海交通大学外国语学院教授尚必武、四川大學商學院教授徐澤水等人。体育界较知名的校友有撐杆跳高運動員蔡维燕、武術散打國家隊運動員张军勇、田径运动员王春雨等人。

## 延伸阅读
- 安徽师范大学校史编写组. . 合肥: 安徽人民出版社. 2008年4月. ISBN 978-7-212-03178-7.